# Ophiocreas glutinosum
Ophiocreas glutinosum är en ormstjärneart som beskrevs av Döderlein 1911. Ophiocreas glutinosum ingår i släktet Ophiocreas och familjen Asteroschematidae. Inga underarter finns listade i Catalogue of Life.